# Trans Day Of Revenge
Trans Day of Revenge (estilizado a TRANS DAY OF REVENGE y en español: El día de la venganza trans) es el segundo y último extended play del grupo de hardcore punk estadounidense G.L.O.S.S. (Girls Living Outside Society's Shit). El álbum fue producido por Joey Seward y fue lanzado un día después de la Masacre de la discoteca Pulse de Orlando. Fue editado bajos los sellos independientes Total Negativity, Nervous Nelly, PANSY TWIST distro y Sabatoge. 
El álbum fue bien recibido y fue descrito por medios musicales como "necesario" y "esencial". En el mismo, la banda expresa su visión política, manifestándose en contra del pacifismo, la violencia institucional, la transfobia y la política de respetabilidad.

## Composición
Líricamente, Trans Day of Revenge critica fuertemente el pacifismo de las personas hacia el terrorismo de Estado, el odio hacia las personas transgénero y la política de respetabilidad en los Estados Unidos. Según Pitchfork, las letras tienen "detalles sensibles que les dan el ritmo ocasional de la poesía". En la canción final del título, varios conceptos están representados en un solo verso, principalmente con la forma en que los medios e incluso las personas que forman parte de las comunidades homosexuales tratan negativamente a las personas transgénero: "Remember those/Dead and gone/but don't let the media set us up for harm/HRC, selfish fucks/Yuppie gays threw us under the bus" ("Recuerda a esos/muertos y desaparecidos/pero no dejes que los medios nos preparó para daño/HRC, folla egoísta/gays yuppies nos arrojaron debajo del autobús").
Las primeras líneas de la canción de apertura, «Give Violence A Chance», son: "When peace is just another word for death, it's our turn to give violence a chance!" ("¡Cuando la paz es solo otra palabra para la muerte, es nuestro turno de darle una oportunidad a la violencia!"). La canción trata sobre cómo la cantidad de brutalidad policial en la sociedad puede conducir a lo que Pitchfork describió como "superestructuras que determinan quién sobrevive en Estados Unidos", líneas que incluyen "Killer cops aren't crooked.../they do as they're told," and "Black lives don't matter in the eyes of the law." ("Los policías asesinos no están corruptos ... /hacen lo que se les dice, "y" Las vidas negras no importan a los ojos de la ley").
La letra de «We Live» trata sobre una persona que muestra el orgullo de ser una persona transgénero y de poder vivir con éxito en una sociedad contra las personas transgénero. "We live with trauma locked inside / We fight against the urge to die." ("Vivimos con un trauma encerrado dentro/Luchamos contra el impulso de morir"). En «Out From The Desk», la cantante exige a sus oyentes que ataquen: "Bent ears/Can't be enough/Out from the desk/Let's all crew up/Boot the fucker!” ("Orejas dobladas/No puede ser suficiente/Fuera del escritorio/¡A todos los demás/Arranquen al cabrón!"). Un crítico de la revista Spin escribió que la última línea de la canción principal, "No es tan débil como parecemos", "muestra la locura al subestimar la determinación de las personas que luchan todos los días solo para mantenerse con vida".
Trans Day of Revenge es un disco de d-beat y un álbum muy de la escena hardcore de Boston. Pitchfork analizó que "las canciones de GLOSS tienden a sentirse antiguas y nuevas, el pasado y el presente ocurren simultáneamente, en capas una encima de la otra, por lo que producen una disonancia interesante ubicada en algún lugar entre el ruido y la precisión". Otro contribuyente importante en cuanto a la calidad de las pistas, también según Pitchfork, están las líneas de guitarra que "se parecen a las columnas que se caen", especialmente en «Fight», donde los riffs hacen que la canción parezca que "se derrumbará en la falta de forma".

## Producción y lanzamiento
La canción «Give Violence a Chance» se lanzó por primera vez como parte del álbum recopilatorio Hardcore NNT∞ Not Normal Presents... del sello Not Normal Tapes; la compilación se publicó el 22 de diciembre de 2015. Al revisar «Give Violence a Chance» para Pitchfork, Nina Mashurova le otorgó a la canción la etiqueta de "Mejor canción nueva". Trans Day of Revenge fue lanzado en todo el mundo a través de la página Bandcamp del grupo el 13 de junio de 2016, un día después del tiroteo en el bar gay Pulse, con sede en Orlando, Florida.  La fecha de lanzamiento del EP se fijó para el 11 de junio, un día antes del tiroteo en Orlando.  Las copias físicas del álbum fueron distribuidas en Boston, Massachusetts por Nterious Nelly Records, Olimpia, Washington por Total Negativity Records, Canadá por la distribución PANSY TWIST, y otros territorios por Sabtoge Records. El álbum fue dedicado en memoria de Adan Parker (11 de julio de 1990 - 10 de noviembre de 2015), un músico punk que, según su obituario en Alaska Dispatch News, "creía profundamente en la justicia social, era extremadamente principista y vivía fiel a su fuertes valores personales ".

## Recepción de la crítica
Trans Day of Revenge obtuvo elogios tanto de periodistas musicales como de oyentes tras su lanzamiento; muchos críticos lo encontraron "esencial" y "necesario" debido a su mensaje de tomar medidas violentas en lugar de orar por la paz. El crítico Brad Nelson, escribió una reseña para Pitchfork, describiendo que el álbum podría impactar significativamente la cultura de la música hardcore y la sociedad en el futuro. Elogió la forma en que la letra presentaba el mensaje del disco, escribiendo que el grupo estaba "integrando ideas políticamente complejas en música emocionalmente inequívoca sin que se aplaste en una ola de retórica". El crítico de Seattle Weekly Kelton Sears, escribió que el mensaje del álbum de luchar para salvar vidas fue único, dado que "Gran parte del punk de hoy, especialmente a nivel local, se ha convertido en apáticas canciones de tres acordes sobre pizza, cerveza y las glorias de ser un desastre". Jessica Hopper de MTV News escribió: "Para todas las personas (viejas) que se lamentan para siempre de que el punk contemporáneo no tiene ningún significado, o no tiene nada de qué enojarse," Trans Day of Revenge "es una refutación que aplasta el diálogo - aunque no estoy seguro de que GLOSS tenga diálogo en la agenda ".

## Ranking de listas de fin de año
| Publicación             | Ranking |
| ----------------------- | ------- |
| Bandcamp Daily          | 29      |
| Exclaim! (EPs)          | 1       |
| Pretty Much Amazing     | 57      |
| Noisey                  | 87      |
| Pitchfork (Rock Albums) |         |
| Stereogum (EPs)         |         |

## Lista de canciones
| TRANS DAY OF REVENGE – Standard version |                          |          |  |
| N.º                                     | Título                   | Duración |  |
| 1.                                      | «Give Violence A Chance» | 01:54    |  |
| 2.                                      | «Out From The Desk»      | 01:00    |  |
| 3.                                      | «Fight»                  | 01:04    |  |
| 4.                                      | «We Live»                | 01:15    |  |
| 5.                                      | «Trans Day Of Revenge»   | 01:45    |  |

## Créditos y personal
Los créditos de los miembros aparecen en la página oficial de la banda en Bandcamp
Locación
- Registrado y producido en los estudios en Punkall, en Olimpia (Washington) agosto de 2015

Créditos
- Corey – Batería
- Julaya  – Bajo, arte de tapa
- Sadie – Voz
- Tannrr, Jake – Guitarra
- Joey Seward – Productor, ingeniero
- Bex – arte de portada